# Hans-Uwe Klügel
Hans-Uwe Klügel (* 26. August 1960 in Zella-Mehlis) ist ein deutscher Schauspieler und Hörspielsprecher.

## Leben
Der 1960 in Zella-Mehlis geborene Hans-Uwe Klügel besuchte von 1967 bis 1975 die Polytechnische Oberschule (POS) Johann Heinrich Pestalozzi  in Freital und machte anschließend im gleichen Ort von 1975 bis 1979 an der Erweiterten Oberschule (EOS) sein Abitur. Seine ersten Rollen auf einer Theaterbühne spielte er am Zentralen Laientheater Freital. Für das Fernsehen der DDR stand er in drei Produktionen vor der Kamera. Ab dem Jahr 1989 lebt Hans-Uwe Klügel in der Bundesrepublik und hatte dort erste Auftritte am Stadttheater Würzburg. Seit 2015 geht er mit dem Theater in der Provinz (TiP) aus Oppenheim auf Tournee. Mit seiner Stimme ist er in mehreren Hörspielen und Hörbüchern präsent.

## Filmografie
- 1987: Polizeiruf 110: Im Kreis (Fernsehreihe)
- 1988: Zahn um Zahn (Fernsehserie, 1 Episode)

## Theater
- 1989: Molière: Der Geizige – Regie: Joachim Biesewig (Stadttheater Würzburg)
- 1989: William Shakespeare: Hamlet – Regie: Tebbe Harms Kleen (Stadttheater Würzburg)
- 1994: Horst Pillau: Jessica kommt zurück – Regie: Wolfgang Reinsch (Kammertheater Karlsruhe)
- 2015: Albert Frank: fastFaust – Regie: Marie-Luise Thüne (Theater in der Provinz)
- 2018: Hugo von Hofmannsthal: Jedermann – Regie: Marie-Luise Thüne (Theater in der Provinz)
- 2020: Heinrich von Kleist: En Riss is im Dippsche – Regie: Marie-Luise Thüne  (Theater in der Provinz)

## Hörspiele
- 1996: Elfie Neubauer-Theis: Marlene und der Komponist (Fremder) – Regie: Hatmut Kirste (Mundarthörspiel – SDR)
- 1998: Heinz-Dieter Herbig: Dr. Samuel Hahnemann – Regie: Patrick Blank/Birgit Kehrer (Hörspiel – SWF)